# Ernst von Glasersfeld
Ernst von Glasersfeld (født 8. marts 1917, død 12. november 2010) var tysk filosof og blev født i München i 1917 af østrigske forældre. Han studerede matematik på universitetet i Zurich og senere i Wien. Da anden verdenskrig brød ud flygtede han til Paris hvor han fortsatte sine studier. På grund af krigen blev han nødt til at stoppe sine studier og blev i stedet landmand. Ved siden af fortsatte han dog med at studere filosofi, logik og psykologi. Fra 1966 arbejdede han som professor i kognitiv psykologi på universitetet i Georgia i USA. Inspireret af Jean Piaget begyndte han at studere konstruktivisme og bliver i dag anset som grundlæggeren af radikal konstruktivisme.

## Glasersfelds læringsopfattelse
Glasersfeld gør op med de traditionelle opfattelser, der blandt andet lyder at viden kun er viden hvis den reflekterer verden som den er, og tilbyder sin opfattelse af konstruktivisme, som han kalder radikal konstruktivisme. Man taler her ikke om den virkelige verden, men derimod om individets konstruktionsverden, hvor hvert enkelt individ konstruerer sin egen virkelighed. Den centrale forskel mellem hans opfattelse og den traditionelle er således synet på viden og virkelighed. Glasersfeld selv beskriver denne relation med begreberne ’match’ og ’fit’. Eksempelvis ser metafysiske realister, der tilhører den traditionelle opfattelse, viden som noget der skal matche virkeligheden. Hvis den ikke gør det, er det ikke viden. Heroverfor har vi termen ’fit’ som Glasersfeld er tilhænger af. Han bruger i en af sine tekster eksemplet med en nøgle i en lås: Den passer (fits) kun hvis den kan åbne låsen og det beskriver nærmere nøglens egenskaber end låsens.

Skemadannelse er et centralt begreb indenfor Glasersfelds læringsopfattelse. Han mener at vi hele tiden ser igennem nogle erkendeskemaer, og at vi i første omgang kun ser de ting vi kender og som passer (fits) ind i vores skemaer. Hvis der kommer noget som vi ikke kender, ser vi det stadig igennem vores erkendeskemaer, men forsøger så at passe (fit) det ind i skemaet. Glasersfeld mener således også, at vi er nødt til at have flere erkendeskemaer, for at kunne overleve, og det vil sige at vi er nødt til at skabe vores erkendeskemaer på en måde så de passer med de mål vi gerne vil nå i vores omgang med verden. Vi er frie til at konstruere vore erkendeskemaer.

Glasersfeld, som tilhænger af Piagets kognitive teori, beskriver dannelsen af skemaer og de to koncepter assimilation og akkommodation. Han bruger et meget illustrativt eksempel: Et lille barn lærer, at en rangle kan give en spændende lyd når den rystes, og dette er dannelse af et skema i barnets bevidsthed. Dannelsen består af tre trin. Først registrerer barnet en bestemt situation, dernæst associerer barnet en bestemt aktivitet med en bestemt genstand og endelig forventer han et bestemt resultat. Barnet finder en genstand der ligner en rangle – for eksempel en ske – og assimilerer den til sit eksisterende rangle-skema. Da det ryster skeen bliver det skuffet/overrasket fordi skeen ikke giver den forventede rangle-lyd. Barnet er nu nødt til at akkommodere sit skema og konstruere et nyt skema, som i første omgang kaldes ikke-rangle-skemaet. Barnet forsøger måske også at slå skeen mod bordet og opdager nu en ny spændende lyd. Denne form for videnskonstruktion er også akkommodation, men den kaldes i stedet "bankende-ske-skema".

## Glasersfeld og undervisning
Ifølge Glasersfeld er det ikke muligt at transportere viden fra ét hoved til et andet. Studerende skal selv aktivt opbygge deres viden, og refleksion spiller i den sammenhæng en vigtig rolle. Det handler ikke blot om at høre efter og gentage, men om at reflektere over hvad det er man tager ind, og bruge det i praksis. Glasersfeld afviser i den forbindelse behaviorismen som metode i forbindelse med uddannelse, da den ekskluderer kognition af enhver art: 
"You can teach students to repeat what they read in the text book, but that’s not what we want to teach our students, not only the phrases in the textbook – we also want them to know why.. What they are useful for. You have to get to the meaning of the phrases and apply them in your own decisions of acting. – Then you begin to understand" "